# Fabio Gasti
Fabio Gasti (Alessandria, 15 giugno 1962) è un latinista italiano, professore ordinario presso l'Università di Pavia, socio corrispondente dell'Istituto Lombardo Accademia di Scienze e Lettere.

## Biografia
Originario di Predosa, dopo gli studi liceali a Novi Ligure, si è formato presso l'Università di Pavia, alunno dello storico Collegio Ghislieri, istituzione con cui ha mantenuto sempre un rapporto di collaborazione affettiva e culturale.
Dopo un periodo di insegnamento nei licei ad Alessandria e a Pavia, è stato ricercatore di Letteratura latina (1990-2000), quindi professore associato (2000-2019) e infine professore ordinario presso l'Ateneo pavese. Docente di Storia della lingua latina, occupa inoltre la cattedra di Letteratura latina tardoantica, disciplina di cui è specialista e che ha introdotto nell'offerta formativa dell'Università di Pavia. Attualmente è presidente del Consiglio Didattico di Lettere.

## Studi
La sua attività di ricerca si è concentrata inizialmente su Isidoro di Siviglia, di cui ha pubblicato l'edizione critica commentata del libro XI delle Etymologiae e che ha approfondito in diversi contributi pubblicati in volumi, atti di congressi e riviste scientifiche italiane e straniere. Tale interesse l'ha portato a studiare il vario rapporto fra letteratura cristiana e cultura pagana precedente, secondo un orientamento che considera fondamentale l'apporto della scuola in età tardoantica nella costruzione di una poetica cristiana basata sulla valorizzazione dei modelli classici. In questo senso si è rivolto anche all'opera di Agostino d'Ippona, alla tradizione dei breviari storiografici (Floro, Eutropio) e alla poesia, producendo edizioni e contributi su Ennodio, Draconzio, l'Anthologia Latina, Prudenzio.

## Attività culturale
A partire dalla sua esperienza di docente liceale, ha sempre considerato fondamentale il rapporto con la scuola e la collaborazione con gli insegnanti, e in questo ambito è anche coautore di un manuale di letteratura latina per i licei (2003), oltre a curare edizioni di buona divulgazione (in particolare fortunate sono la sua edizione  delle Orazioni cesariane di Cicerone, della Medea di Draconzio e delle Fabulae di Gaio Giulio Igino). Quanto all'opera di divulgazione culturale, è organizzatore di eventi scientifici in ambito accademico, fra i quali si segnala l'iniziativa delle "Giornate Ghisleriane di filologia classica", un appuntamento periodico organizzato d'intesa con il Collegio Ghislieri di Pavia.

## Pubblicazioni più significative
- Marco Tullio Cicerone, Orazioni Cesariane (Pro Marcello, Pro Ligario, Pro rege Deiotaro), a cura di Fabio Gasti, Milano, Rizzoli (BUR), 1997.
- Fabio Gasti, L'antropologia di Isidoro. Le fonti del libro XI delle Etymologiae, Como, New Press, 1998.
- Fabio Gasti (con Giusto Picone ed Elisa Romano),  Lezioni Romane. Letteratura, testi, civiltà, 4 voll., Torino, Loescher, 2003.
- Isidoro di Siviglia, Etimologie. Libro XI (De homine et portentis), a cura di Fabio Gasti, Paris, Les Belles Lettres, 2010.
- Tommaso Maria Minorelli, Vita di san Pio V, a cura di Fabio Gasti, Como-Pavia, Ibis, 2012.
- Sant'Agostino, Storie di conversione. Confessioni, libro VIII, Venezia, Marsilio, 2012.
- Fabio Gasti, Profilo storico della letteratura tardolatina, Pavia, Pavia University Press, 2013.
- La passione di santa Martina, a cura di Fabio Gasti, Pisa, ETS, 2014.
- Blossio Emilio Draconzio, Medea, a cura di Fabio Gasti, Milano, La Vita Felice, 2016.
- Igino, Miti del mondo classico, a cura di Fabio Gasti, Santarcangelo di Romagna, Rusconi Libri, 2017.
- Fabio Gasti, La letteratura tardolatina. Un profilo storico (secoli III-VII), Roma, Carocci, 2020.
- Magno Felice Ennodio, La piena del Po (carm. 1,5 H.), a cura di Fabio Gasti, Milano, La Vita Felice, 2020.
- Fabio Gasti, Ennodio di Pavia: letterato e vescovo. Testi di Fabio Gasti, illustrazioni di Marco Giusfredi, Pavia, Univers Ed., 2021.
- Cipriano di Cartagine, L'epidemia ovvero La condizione mortale, a cura di Fabio Gasti, Milano, La Vita Felice, 2022.